# Ancepaspis tridentata
Ancepaspis tridentata är en insektsart som först beskrevs av Ferris 1919.  Ancepaspis tridentata ingår i släktet Ancepaspis och familjen pansarsköldlöss. Inga underarter finns listade i Catalogue of Life.